# Klemm Kl 31
Klemm Kl 31 – samolot turystyczny powstały w Niemczech we wczesnych latach trzydziestych XX wieku. 
Był to konwencjonalny dolnopłat z czterema miejscami dla pilota i pasażerów w zamkniętej kabinie. Nieruchome podwozie składało się z kilku części. Kadłub zbudowano ze spawanych rur stalowych, natomiast skrzydła były drewniane. Niektóre egzemplarze Kl 31 służyły w Luftwaffe jako samoloty treningowe i łącznikowe.